# Fakaofo (osada)

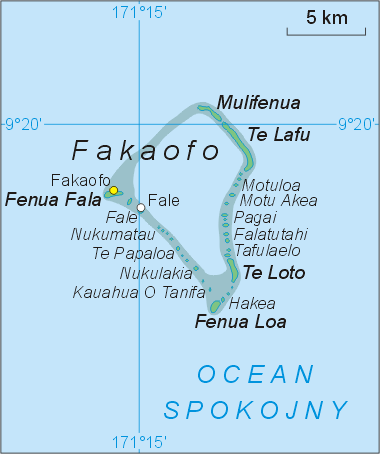
Mapa wyspy

Fakaofo – miejscowość w Tokelau (terytorium stowarzyszone z Nową Zelandią). Według spisu w roku 2016 liczy 484 mieszkańców. Jest jedną z dwóch osad atolu o tej samej nazwie, położona na wyspie Fenua Fala. Początki osadnictwa w tym miejscu sięgają roku 1960. Ważną częścią lokalnej gospodarki jest rybołówstwo.